# Андорра на зимових Олімпійських іграх 1992
Андорра брала участь у Зимових Олімпійських іграх 1992 року в Альбервілі (Франція), але не завоювала жодної медалі. Країну представляло 5 спортсменів (4 чоловіки та 1 жінка). Всі вони виступали у гірськолижному спорті.

## Результати

### Гірськолижний спорт
Чоловіки
| Спортсмен      | Змагання           | Спуск 1 | Спуск 2 | Всього  | Всього |
| Спортсмен      | Змагання           | Час     | Час     | Час     | Місце  |
| -------------- | ------------------ | ------- | ------- | ------- | ------ |
| Віктор Ґомез   | Супергігант        |         |         | DSQ     | —      |
| Наум Оробітг   | Супергігант        |         |         | DSQ     | —      |
| Джерард Ескода | Супергігант        |         |         | DSQ     | —      |
| Рамон Росселл  | Супергігант        |         |         | 1:19.10 | 47     |
| Віктор Ґомез   | Гігантський слалом | 1:12.87 | DNF     | DNF     | —      |
| Рамон Росселл  | Гігантський слалом | 1:12.28 | DNF     | DNF     | —      |
| Наум Оробітг   | Гігантський слалом | 1:11.37 | 1:07.93 | 2:19.30 | 38     |
| Джерард Ескода | Гігантський слалом | 1:10.70 | 1:07.99 | 2:18.69 | 36     |
| Рамон Росселл  | Слалом             | DNF     | —       | DNF     | —      |
| Наум Оробітг   | Слалом             | DNF     | —       | DNF     | —      |
| Джерард Ескода | Слалом             | 57.35   | 57.36   | 1:54.71 | 32     |

Жінки
| Спортсмен | Змагання           | Спуск 1 | Спуск 2 | Всього  | Всього |
| Спортсмен | Змагання           | Час     | Час     | Час     | Місце  |
| --------- | ------------------ | ------- | ------- | ------- | ------ |
| Вікі Ґро  | Супергігант        |         |         | 1:30.07 | 37     |
| Вікі Ґро  | Гігантський слалом | DNF     | —       | DNF     | —      |
| Вікі Ґро  | Слалом             | DNF     | —       | DNF     | —      |